# Premiul Academiei Europene de Film pentru cea mai bună comedie
Premiul Academiei Europene de Film pentru cea mai bună comedie se acordă anual de către Academia Europeană de Film începând cu anul 2013.

## Câștigători și nominalizați

### Anii 2010
| Titlul română/engleză            | Titlul original                                    | Regizor(i)                        | Țară                                       |
| -------------------------------- | -------------------------------------------------- | --------------------------------- | ------------------------------------------ |
| 2013 (Ediția 26)                 |                                                    |                                   |                                            |
| Te iubesc oricum                 | Den skaldede frisør                                | Susanne Bier                      | Danemarca Franța, Suedia, Germania, Italia |
| Amanții pasageri                 | Los amantes pasajeros                              | Pedro Almodóvar                   | Spania                                     |
| Copiii preotului                 | Svećenikova djeca                                  | Vinko Brešan                      | Croația, Muntenegru, Serbia                |
| Benvenuto Presidente!            | Benvenuto Presidente!                              | Riccardo Milani                   | Italia                                     |
| 2014 (Ediția 27)                 |                                                    |                                   |                                            |
| Mafia ucide numai vara           | La mafia uccide solo d'estate                      | Pierfrancesco Diliberto           | Italia                                     |
| Carmina & Amen                   | Carmina y amén                                     | Paco León                         | Spania                                     |
| Le Week-End                      |                                                    | Roger Michell                     | UK, Franța                                 |
| 2015 (Ediția 28)                 |                                                    |                                   |                                            |
| Un porumbel cugetând pe o ramură | En duva satt på en gren och funderade på tillvaron | Roy Andersson                     | Suedia Norvegia Franța Germania            |
| Familia Bélier                   | La Famille Bélier                                  | Éric Lartigau                     | Franța                                     |
| Testamentul nou-nouț             | Le Tout Nouveau Testament                          | Jaco Van Dormael                  | Franța Belgia Luxemburg                    |
| 2016 (Ediția 29)                 |                                                    |                                   |                                            |
| A Man Called Ove                 | En man som heter Ove                               | Hannes Holm                       | Suedia                                     |
| Look Who's Back                  | Er ist wieder da                                   | David Wnendt                      | Germania                                   |
| One Man and His Cow              | La Vache                                           | Mohamed Hamidi                    | Franța Algeria                             |
| 2017 (Ediția 30)                 |                                                    |                                   |                                            |
| Pătratul                         | The Square                                         | Ruben Östlund                     | Suedia Germania Franța Danemarca           |
| Regele belgienilor               | King of the Belgians                               | Hannes Holm                       | Belgia Olanda Bulgaria                     |
| Vincent                          | Vincent                                            | Christophe van Rompaey            | Belgia Franța                              |
| Bun venit în Germania            | Willkommen bei den Hartmanns                       | Simon Verhoeven                   | Germania                                   |
| 2018 (Ediția 31)                 |                                                    |                                   |                                            |
| Moartea lui Stalin               | The Death of Stalin                                | Armando Iannucci                  | Franța , UK , Belgia                       |
| C'est la vie!                    | Le Sens de la fête                                 | Olivier Nakache & Eric Toledano   | Franța                                     |
| Diamantino                       | Diamantino                                         | Gabriel Abrantes & Daniel Schmidt | Portugalia , Franța , Brazilia             |
| 2019 (Ediția 32)                 |                                                    |                                   |                                            |
| Favorita                         | The Favourite                                      | Yorgos Lanthimos                  | UK , Irlanda                               |
| Tel Aviv on Fire                 | תל אביב על האש                                     | Sameh Zoabi                       | Israel , Luxemburg                         |
| Ditte & Louise                   | Ditte & Louise                                     | Niclas Bendixen                   | Danemarca                                  |

### Anii 2020
| Titlul română/engleză             | Titlul original            | Regizor(i)         | Țară           |
| --------------------------------- | -------------------------- | ------------------ | -------------- |
| 2020 (Ediția 33)                  |                            |                    |                |
| The Big Hit                       | Un triomphe                | Emmanuel Courcol   | Franța         |
| Advantages of Travelling by Train | Ventajas de viajar en tren | Aritz Moreno       | Spania, Franța |
| Ladies of Steel                   | Teräsleidit                | Pamela Tola        | Finlanda       |
| 2021 (Ediția 34)                  |                            |                    |                |
| Ninjababy                         | Ninjababy                  | Yngvild Sve Flikke | Norway         |
| The Morning After                 | Belle fille                | Méliane Marcaggi   | Franța         |
| The People Upstairs               | Sentimental                | Cesc Gay           | Spania         |